# 炉端焼き

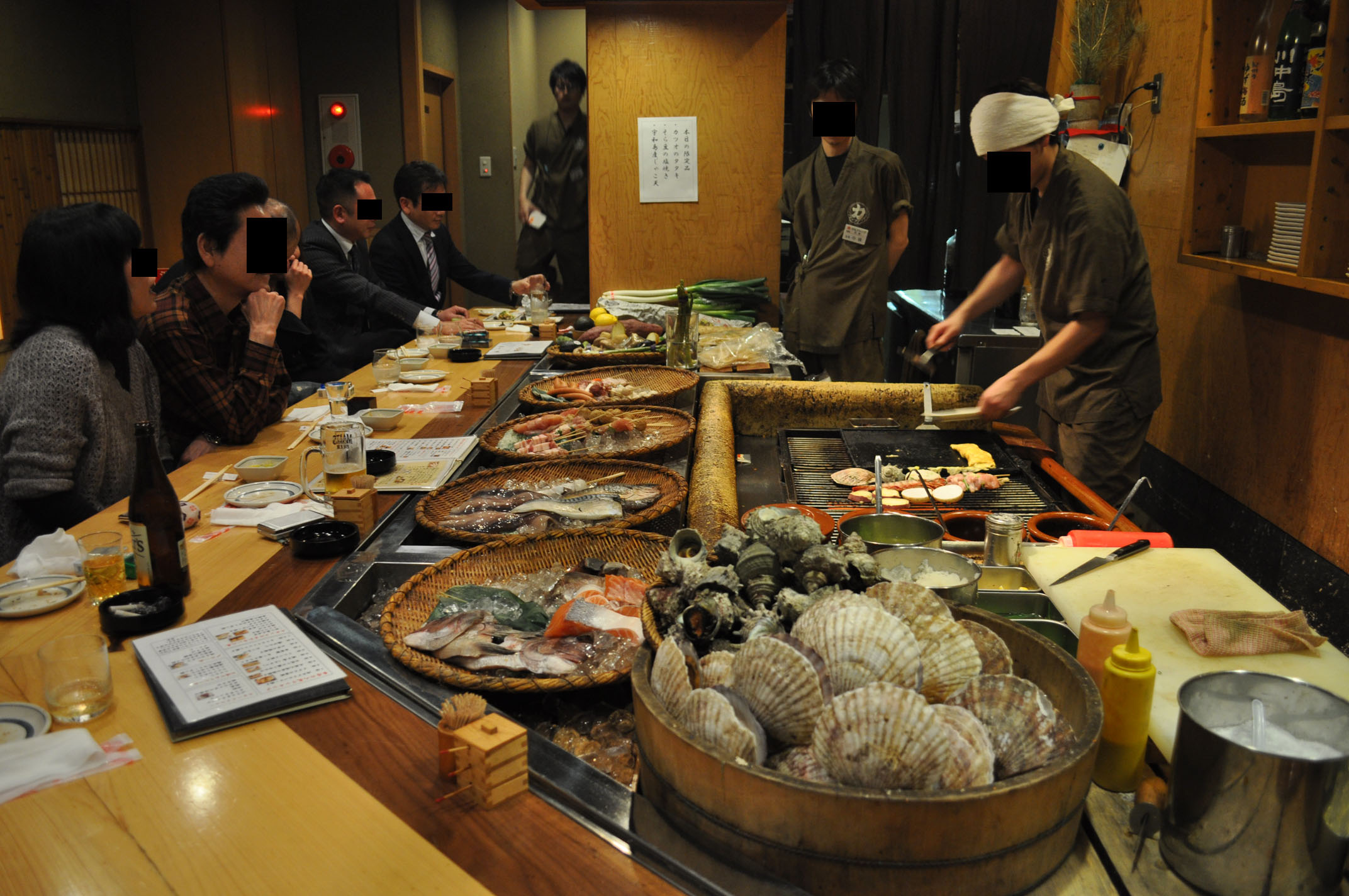
炉端焼き

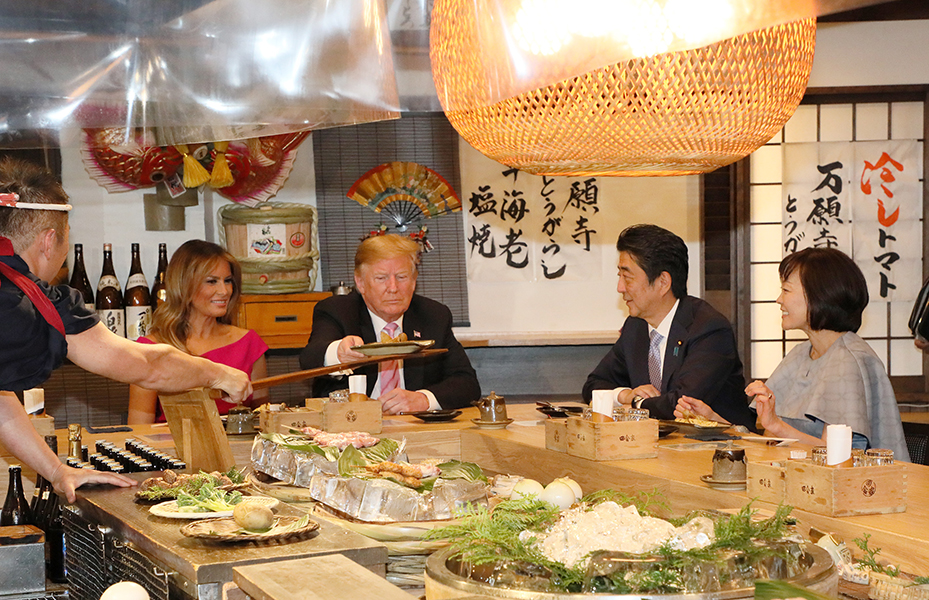
炉端焼きを嗜む安倍晋三とドナルド・トランプ

炉端焼き（ろばたやき）は、日本の田舎屋風の店舗で、店員が魚介類や野菜を（炭火で）焼いた料理を提供する居酒屋の一形態を指し、第二次世界大戦後の宮城県仙台市で発祥したとされている。
店舗が提供した食材を客が自分で調理する場合は「セルフ炉端焼き」とも呼ぶ。

## 概説
魚介類の炭火焼きは、仙台に限らず世界で古くから行われていたと考えられるが、戦後占領期（1945年 - 1952年）にあたる1950年（昭和25年）に、東北地方の民俗学に精通した天江富弥が宮城県仙台市に開いた飲食店「炉ばた」により、この呼称が生まれたとされる。
このスタイルは、サロンを開けるほどの話術や知識を持たない店主（料理人）でも模倣できたため、「炉ばた」のような特性を持たない（サロンではない）ステレオタイプで日本各地に伝播した。現在ではそれがさらに簡略化され、店舗や料理人の有無に関係なく、客自らが炭火で調理する「和風のバーベキュー」（主に魚介類の網焼き）をも「炉端焼き」、あるいは、「炉端」と呼ぶ例も多い。
仙台の飲食店「炉ばた」は、移転・代替わりして続いている。また、他にも「炉端焼き」を名物とする都市として、釧路港を擁する北海道釧路市があり、同市は「炉端焼きの発祥地」としてシティセールスも行っている。他方、仙台市の南東に隣接する名取市の閖上港で1980年頃から始まった「ゆりあげ港朝市」では、セルフ炉端焼きが名物になっていた（ただし、2024年末をもっていったん炉端焼きスペースの供用を中止し、利用ルール決定後に再開するとしている）。

## 歴史
1950年7月2日、天江富弥が実家である日本酒の蔵元「天賞酒造」の販路拡大を企図して、仙台市の花柳界の中心地・本櫓丁（現在の歓楽街「国分町」の一部、北緯38度15分46.9秒 東経140度52分7.1秒）に開いた郷土酒亭「炉ばた」が「炉端焼き」の発祥の店とされる。店名の「炉ばた」は林香院 の住職が命名した。「炉ばた」のマッチラベルは、売れる前の棟方志功が描いた。
「炉ばた」では「囲炉裏端に店主（料理人）が陣取り、炭火で旬の野菜や魚介類を焼き、会話中の店主（料理人）が中座しなくてもよいよう、でき上がった料理を『掘返べら』という長いしゃもじで離れた客に渡す」というスタイルが定着した。その背景として
1. 1960年代以前の日本の農業では人糞を使っていた[注 2] ため寄生虫の問題があり、生野菜を食べることはなく[9]、冷蔵庫も普及前であったため、野菜は加熱するか塩漬けするなどして食中毒を回避していた。
2. 当時はエネルギー革命前で都市ガスが普及しておらず[注 3]、食材の加熱には炭火（直火焼き）が用いられた。肉食は明治以来すでに普及していたが、戦後のハイパーインフレーションの中で畜肉は高級品であり、魚介類が当時の食の中心だった。

といった事情がある。
当時、料理のほか、天江のトークを売り物にしていた「炉ばた」には富裕層や知識人が集まり、一種のサロンとなった。1960年頃にはジェイムズ・カーカップも来店した。市内に本店と支店が同時に存在した時期もあり繁盛した。その後店は何度か移転し、主人も代替わりしつつ、現在も同市の歓楽街「国分町」（稲荷小路沿い）に「元祖 炉ばた」（北緯38度15分51.6秒 東経140度52分11.4秒 / 北緯38.264333度 東経140.869833度）の店名で存続している。コロナ禍に見舞われた2020年6月限りでいったん閉店したが、東京の飲食業者「絶好調」が運営を引き継ぐ形で、同年8月から再開した。

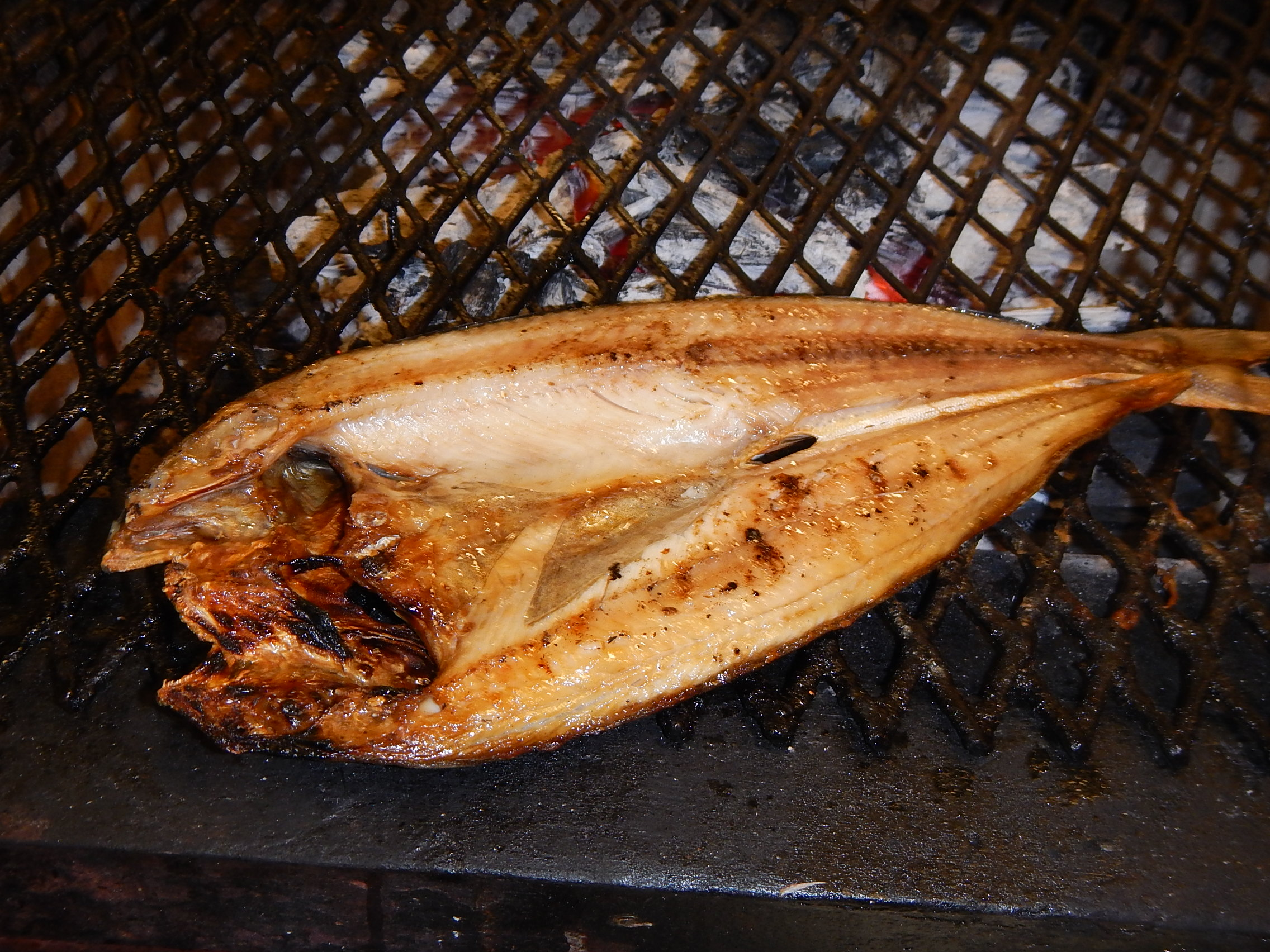
北海道釧路市の炉端焼き（2013年7月）

「炉ばた」の一番弟子が大阪府で、二番弟子が北海道釧路市栄町で、ほか3人の弟子が青森県や福島県などで炉端焼きの店を出した（大阪府の店は既に閉店）。
1953年、釧路の弟子は仙台と同様に「炉ばた」（北緯42度59分1.4秒 東経144度23分15.6秒 / 北緯42.983722度 東経144.387667度）との店名で店を出した。同店では、釧路港で揚がる魚介類も焼いて出すようになった。この釧路の「炉ばた」のメニューを踏襲した形で、日本各地に炉端焼きの店が広がったとされる。
「炉端焼き」の店は、昭和40年代には全国に1万店以上あったと言われる。
現在、「セルフ炉ばた」「セルフ炉端焼き」などと呼ばれる、囲炉裏とそれを囲む座席を提供するだけの店舗も存在する。このような店舗では、食材等は持ち込みであったり、店から買ったりするが、焼くのは客（セルフ形式）である。店舗は常設のものと仮設のものとがあり、バーベキューやセルフのカキ小屋のような形式となっている。